# Билов, Соломон Хаимович
Соломон (Шлойме) Хаимович Билов (1888, Брест-Литовск — 23 марта 1949, Киев) — советский историк театра и литературы, литературовед.

## Биография
В 1905 году стал членом Бунда, в 1907 году покинул Россию. Жил в Европе и Северной Америке, где принимал участие в рабочем движении. В 1912 году окончил среднюю школу в Нью-Йорке, в период с 1913 по 1915 год учился в колледже Кингстона. В 1918 году вернулся из-за границы и в течение 1918—1920 годов работал лектором и заведующим вечерних рабочих курсов в Ровно. В 1920 году заведующий трудовой школой в Ковеле. С 1921 по 1922 год — лектор педагогического техникума и дошкольных курсов и заведующий трудовой школы в Новозыбкове. В период с 1922 по 1924 год — лектор еврейского педагогического техникума и рабочей школы, заведующий еврейского сектора губернской партийной школы и редактор пионерской газеты «Искра Ильича» в Гомеле.
С 1924 года в Одессе, где утверждён профессором еврейского сектора факультета социального воспитания Одесского института народного образования (вёл курсы еврейской литературы и исторического материализма), еврейского рабочего университета (1926), еврейского педагогического техникума (1927). Вёл курсы «История материализма и ленинизма», «Еврейская литература», «Исторический материализм». Был также заведующим кафедрой еврейского языка и литературы, научным сотрудником Института еврейской пролетарской культуры ВУАН, профессором в Киевском институте театрального искусства.
В 1936 году был репрессирован, но после пересмотра дела в 1939 году освобождён. В начале войны был эвакуирован в Свердловск, работал корреспондентом Совинформбюро и Еврейского антифашистского комитета.
Автор около 200 научных и критических работ по вопросам литературы и искусства

## Научные труды
- «Творческий путь Д. Эдельштадта»
- «Иосиф Бовшовер»
- «Шолом-Алейхем» (совм. с И. Х. Друкером);
- «А. Гольдфаден и его драмы»
- «И.-Л.Перец»